# ألان بينيت (لاعب كرة قدم)
ألان بينيت (بالإنجليزية: Alan Bennett)‏ (5 نوفمبر 1931 في المملكة المتحدة - 17 يناير 2006) هو لاعب كرة قدم بريطاني في مركز الوسط. لعب مع بورت فايل ونادي كرو ألكساندرا.